# Black Creek, Toronto
Black Creek är ett vattendrag i Kanada.   Det ligger i provinsen Ontario, i den sydöstra delen av landet, 400 km sydväst om huvudstaden Ottawa.
Runt Black Creek är det i huvudsak tätbebyggt. Runt Black Creek är det mycket tätbefolkat, med 7 216 invånare per kvadratkilometer.